# Asante Akim
Asante Akim – dawny dystrykt w regionie Ashanti. W roku 1988 w wyniku reformy administracyjnej będącej polityką decentralizacji kraju został podzielony na dwa dystrykty Asante Akim South i Asante Akim North.